# L’Atzúbia
L’Atzúbia (spanisch Adsubia) ist eine spanische Gemeinde (municipio) in der Provinz Alicante mit einer Bevölkerung von 594 Einwohnern (Stand: 2024). Neben dem gleichnamigen Hauptort gehört der Weiler Forna zur Gemeinde.

## Lage
L’Atzúbia liegt etwa 70 Kilometer nordöstlich von Alicante und etwa 85 Kilometer südsüdöstlich von Valencia in einer Höhe von 100 m nahe der Mittelmeerküste.

## Geschichte

### Bevölkerungsentwicklung
| Jahr      | 1970 | 1981 | 1991 | 2001 | 2011 | 2021 |
| Einwohner | 649  | 547  | 545  | 550  | 677  | 625  |

## Sehenswürdigkeiten
- Burgruine von Forna (Castillo de Forna)
- Vinzenzkirche in L’Atzúbia
- Bernhardskirche in Forna

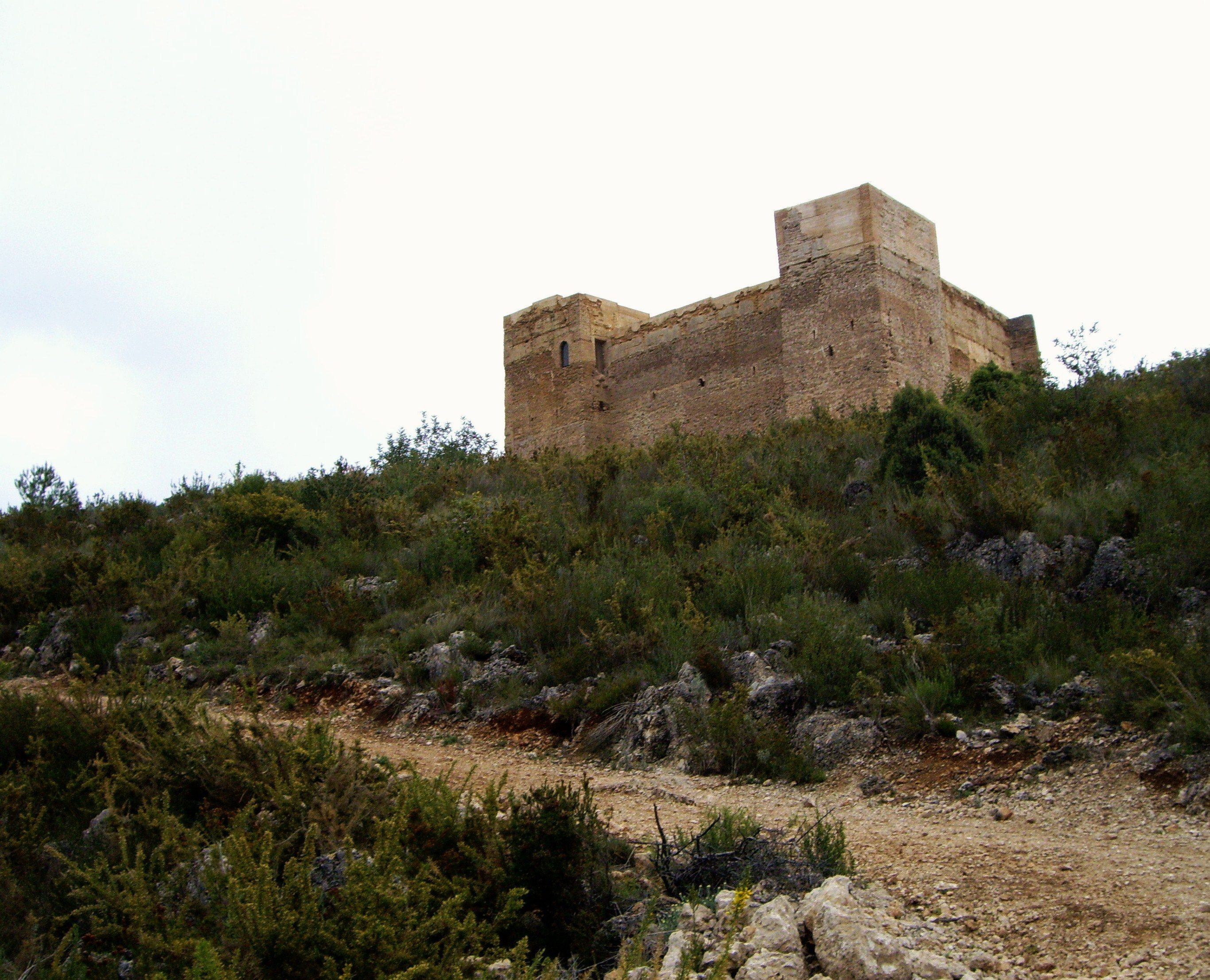
Burgruine von Forna
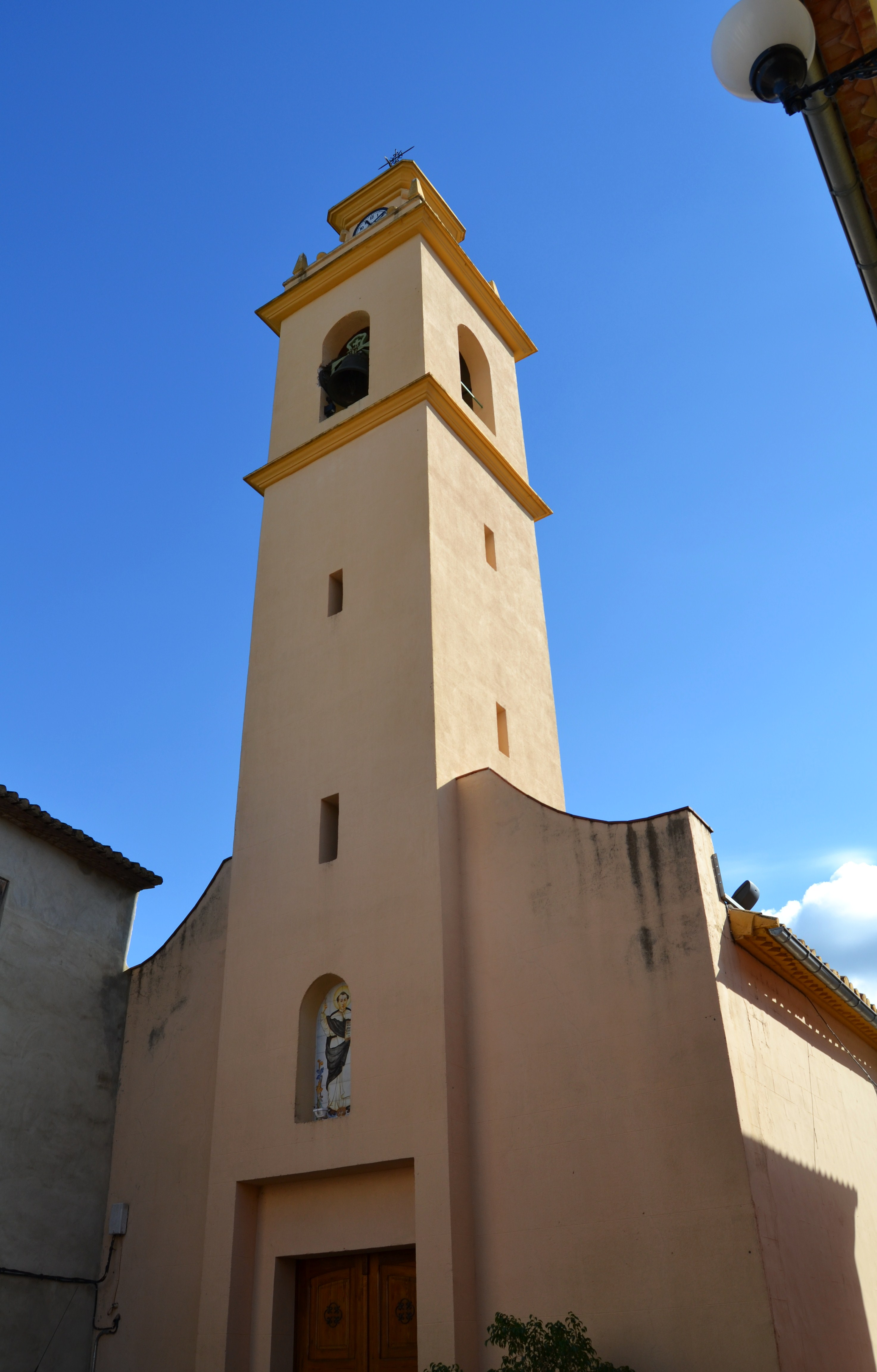
Vinzenzkirche
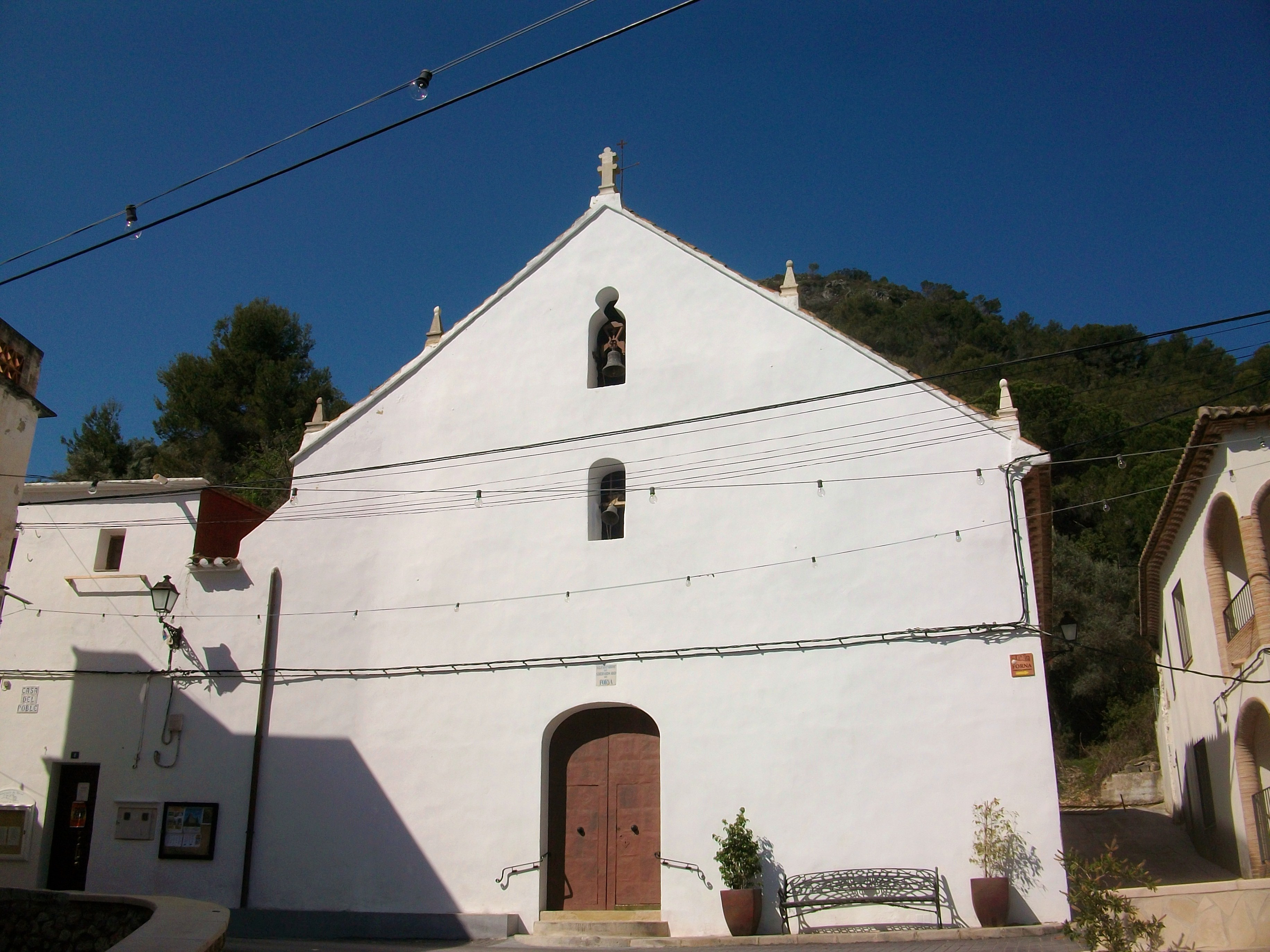
Bernhardskirche
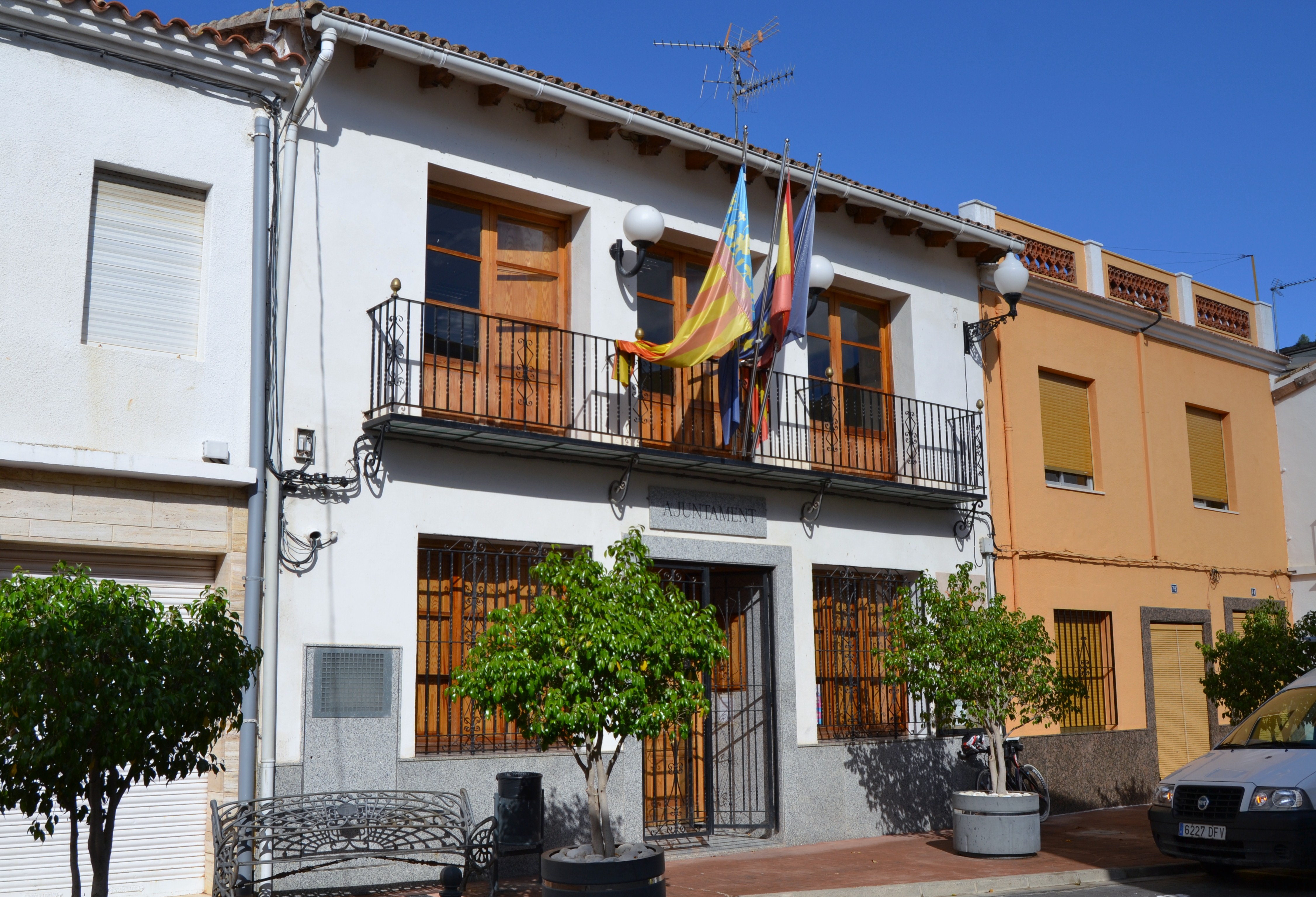
Rathaus